# Diffusionnisme
Le diffusionnisme est, en anthropologie et sociologie, une appréhension des cultures humaines par leur distribution dans l'aire, leur historicité et les dynamiques géographiques associées. Le diffusionnisme va s'institutionnaliser en tant que courant de pensée à la fin du XIXe siècle et au début du XXe siècle notamment en Allemagne, en Angleterre et aux États-Unis. Première critique de l'évolutionnisme, le diffusionnisme est considéré comme la deuxième grande théorie anthropologique après celle-ci.

## Théorie
Selon cette théorie, l'évolution de l'humanité ne se fait pas selon une logique évolutionniste monolinéaire mais plutôt plurilinéaire : au niveau géographique, les cultures développent leurs propres jeux de connaissances, puis avec le jeu des flux migratoires humains, les connaissances se rencontrent et s'enrichissent à la hauteur de l'échelle géographique de la diffusion. Le rôle du diffusionnisme est alors d'étudier les transmissions inter-culturelles entre foyers de diffusion pour comprendre les phénomènes d'hybridation des connaissances qui composent l'évolutionnisme.
Cette approche rompt avec les problématiques évolutionnistes. Il n'est en effet plus possible de se réclamer de la conception du progrès héritée de l'évolutionnisme d'alors qui voit dans les transformations culturelles et sociales des inventions parallèles et convergentes résultant d'une unique loi d'évolution des sociétés humaines (évolution parallèle et indépendante chez différents peuples).
Cependant, le diffusionnisme n'exclut pas forcément une conception évolutionniste de l'histoire. Il ne fait que remplacer le parallélisme et la loi des évolutions convergentes par une théorie des diffusions des traits culturels. Ainsi, si le diffusionnisme put servir de vecteur critique de tout évolutionnisme postulant une hiérarchie des sociétés (aux États-Unis notamment), il s'en accommoda ailleurs assez facilement.

## Méthode
Le diffusionnisme insiste donc sur la théorisation des contacts interculturels. Cela donna lieu à un grand nombre d'études comparatives et cartographiques, ayant le plus souvent pour but d'établir la séquence de filiation d'un fait culturel et de circonscrire le « foyer culturel » dans lequel aurait émergé l'élément en question. La constitution de cartes géographiques porteuses d'un savoir anthropologique va tenir une place importante dans les méthodes du diffusionnisme.

## Histoire et développement du diffusionnisme

### Origines

#### Précurseur

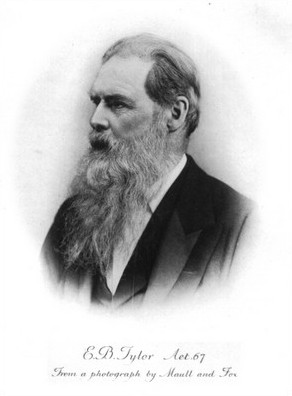
Edward Tylor.

C'est chez des penseurs évolutionnistes que l'on voit apparaître, au milieu du XIXe siècle, les premières idées diffusionnistes. En Allemagne, Adolf Bastian, bien que soutenant une unité psychique de l'humanité et des lois de développement universelles, propose les processus de diffusion (associés aux stimuli du milieu) comme l'un des facteurs secondaires expliquant l'évolution des sociétés. En Angleterre, Edward Tylor introduit largement le principe de diffusion dans ses ouvrages. Il applique tout d'abord ces idées à l'étude des techniques préhistoriques avant de les généraliser à une anthropologie générale et aux éléments non matériels de la culture (mythologie, théorie de la maladie,...).

### Principales écoles d'anthropologie diffusionnistes
Les idées diffusionnistes sont reprises par trois écoles :
- l'école historico-culturelle germano-autrichienne dite de Vienne, par Fritz Graebner (théorie des cercles culturels (de)[2])
- l'école américaine, notamment dans les premiers travaux de Franz Boas et d'Alfred Louis Kroeber (plus portée sur les données empiriques[2])
- l'école britannique et l'hyper-diffusionnisme, principalement par Grafton Elliot Smith et William James Perry

Dans son ouvrage L'origine des systèmes familiaux, Emmanuel Todd a utilisé des concepts diffusionnistes (conservation des zones périphériques ...) pour expliquer la répartition géographique des systèmes familiaux en Eurasie.

## Critiques
Le diffusionnisme sera l'objet d'importantes critiques, d'une part parce qu'il ne peut rendre compte de l'émergence de phénomènes culturels semblables chez des populations n'ayant jamais pu être l'objet d'un contact (par exemple, appartenant à des époques fort éloignées), mais plus encore, parce qu'il néglige le contexte et la signification des éléments culturels qui auraient été l'objet d'une diffusion, s'en tenant exclusivement à la similitude de leur forme.
Il est également reproché aux diffusionnistes leur dogmatisme, leur réductionnisme géographique et leur schématisation excessive de faits sociaux.